# 사은정
사은정(四隱亭)은 대한민국 경기도 용인시 기흥구 사은로 161(지곡동) 두암산(斗巖山)에 있다. 2001년 3월 17일 용인시의 향토문화재 제50호로 지정되었다.
조선 전기 조광조(趙光祖) 등 문신들에 의해 16세기 초 정면 3칸, 측면 2칸의 규모로 한식골기와 팔작지붕을 갖춘 정자 형태로 건립되었다.
이 후 1970년대에 외벽을 시멘트벽으로 조성하는 등의 보수과정을 거쳤으며 1989년에도 또 한번 보수를 하였다. 앞면에는 “사은정(四隱亭)”이라고 쓰여진 현액(縣額)이 걸려있다.
1. ↑  “디지털용인문화대전”. 2024년 10월 21일에 확인함.
2. ↑  “용인 사은정”. 2025년 6월 16일에 확인함.